# Brook Benton
Brook Benton (* 19. September 1931 als Benjamin Franklin Peay in Camden, South Carolina; † 9. April 1988 in New York City) war ein US-amerikanischer Sänger und Songwriter. Der afroamerikanische Künstler hatte mit Stücken wie It’s Just a Matter of Time und Endlessly vor allem in den 1950er und 1960er Jahren zahlreiche Crossover-Hits in den Pop- und Rhythm-&-Blues-Charts.

## Leben
Benton besuchte bis 1947 die Jackson High School in Lugoff, South Carolina. Während dieser Zeit sang er zunächst im Efuces-Methodist-Church-Chor und schloss sich später dem Gospelchor Camden Jubilee Singers an. 1948 zog er nach New York, um als Lastwagenfahrer zu arbeiten. Er wurde Mitglied der Jerusalem Stars, einem vom späteren Drifters-Mitglied Bill Pinkney geleiteten Gospelchor. 1955 gründete er die Rhythm-and-Blues-Gruppe The Sandmen, mit der er auch zwei Schallplatten bei der Plattenfirma Okeh Records aufnahm, die von dem damals 22-jährigen Quincy Jones produziert wurden. 1956 brachte er, nun unter seinem Künstlernamen Brook Benton, bei Okeh seine erste Solosingle mit den Titeln Bring Me Love / Some of My Best Friends heraus. Im selben Jahr wirkte er zusammen mit Little Richard und Chuck Berry in dem Musikfilm Mr. Rock’n Roll mit. Es folgten zwei Singles bei Epic Records und 1957 und 1958 vier Veröffentlichungen bei der Plattenfirma Vik Records. Bei Vik hatte er 1958 mit dem Titel A Million Miles from Nowhere seinen Einstieg in die Billboard Hot 100 mit der Höchstnotierung auf Platz 82.
Zur gleichen Zeit wurde Benton Mitglied im Songwriting-Team von Clyde Otis und schrieb die Erfolgstitel Looking Back für Nat King Cole (Billboard Nr. 6) und A Lover’s Question für Clyde McPhatter. Zusätzlich sorgte er mit zahlreichen Demoversionen für einen Nebenverdienst. Nach einem kurzen Zwischenspiel mit einer Plattenaufnahme bei der Plattenfirma RCA Victor schloss Benton Ende 1958 einen langfristigen Vertrag bei Mercury Records ab. Bereits seine erste Mercury-Single wurde zu einem großen Erfolg, mit dem vom Otis-Team geschriebenen Titel It’s Just a Matter of Time brachte er es bis auf den 3. Platz bei den Hot 100 und auf Platz 1 in den Rhythm-and-Blues-Charts. Die Single wurde über eine Million Mal verkauft. Mit dem Titel Endlessly, einer Gemeinschaftsproduktion von Otis und Benton, zog Benton 1959 erstmals in die britischen Hitlisten ein, bei New Musical Express kam er bis zum Platz 28. 1960 erschienen zwei Singles mit der erfolgreichen Jazz- and Bluessängerin Dinah Washington, die sich hervorragend in den Hot 100 platzierten. Der Titel Baby landete auf dem 5. Rang und A Rockin' Good Way erreichte Platz 7. Bei den US-Rhythm-and-Blues-Charts (R&B) eroberten beide Titel die Spitzenposition.
Einen weiteren Millionenerfolg landete Benton mit dem 1961 veröffentlichten Titel The Boll Weevil Song. Mit seiner Version eines alten Volksliedes kam er bei den Hot 100 auf Platz 2, der besten Notierung seiner Karriere, R&B notierte ihn ebenfalls auf dem 2. Platz. In Großbritannien belegte The Boll Weevil Song Platz 28. Durch seine Chartnotierungen in Großbritannien bekannt geworden, hatte er dort 1963 mehrere öffentliche Auftritte, zum Beispiel in der Beatles-TV-Show Sunday Night at the London Palladium und in der Greatest Record Show of 1963. Ein Jahr später trat er für 25.000 Dollar eine Woche lang im New Yorker Apollo Theatre auf. Daneben hatte er zahlreiche Auftritte in amerikanischen Fernsehserien.
Bis 1965 konnte sich Benton mit 44 Titeln regelmäßig in den Hot 100 platzieren. Sein vorerst letzter Hot-100-Erfolg war der Titel Mother Nature, Father Time, noch einmal eine Co-Produktion von Benton-Otis, die Platz 58 erreichte. Die Single war bereits bei RCA Victor erschienen, nachdem Bentons Vertrag bei Mercury nach sieben Jahren ausgelaufen war. Inzwischen hatte die so genannte Britische Invasion mit deren Popgruppen Nordamerika erreicht und Bentons Platten wie die anderer US-Stars verkauften sich nicht mehr. Nachdem sich bei RCA keine weiteren Erfolge einstellten, wechselte Benton in schneller Folge die Plattenfirmen (Reprise, Cotillion, MGM und andere). Bei Cotillion hatte er 1970 mit Rainy Night in Georgia noch einmal einen erfolgreichen Titel, der Platz 4 bei den Hot 100 und Nr. 1 in der R&B-Hitparade erreichte und ebenfalls zu einem Millionenhit wurde. Mit seinem lockeren Stil und einem umfangreichen Repertoire wurde Brook Benton zu einem der erfolgreichsten Balladensänger in den Vereinigten Staaten. Er starb 1988 im Alter von 56 Jahren, geschwächt durch eine Lungenentzündung, an einer Hirnhautentzündung im New Yorker Mary Immaculate Hospital.

## Diskografie
Alben

| Jahr | Titel                                  | Höchstplatzierung, Gesamtwochen, AuszeichnungChartplatzierungen (Jahr, Titel, Platzierungen, Wochen, Auszeichnungen, Anmerkungen) | Höchstplatzierung, Gesamtwochen, AuszeichnungChartplatzierungen (Jahr, Titel, Platzierungen, Wochen, Auszeichnungen, Anmerkungen) | Höchstplatzierung, Gesamtwochen, AuszeichnungChartplatzierungen (Jahr, Titel, Platzierungen, Wochen, Auszeichnungen, Anmerkungen) | Anmerkungen |
| Jahr | Titel                                  | UK | US | R&B | Anmerkungen |
| ---- | -------------------------------------- | --- | --- | --- | ----------- |
| 1961 | Golden Hits                            | — | US82 (20 Wo.)US | — |             |
| 1961 | The Boll Weevil Song                   | — | US76 (13 Wo.)US | — |             |
| 1962 | If You Believe                         | — | US77 (7 Wo.)US | — |             |
| 1962 | Singin’ The Blues                      | — | US40 (15 Wo.)US | — |             |
| 1963 | Golden Hits Volume 2                   | — | US82 (6 Wo.)US | — |             |
| 1967 | Laura (What’s He Got That I Ain’t Got) | — | US156 (4 Wo.)US | — |             |
| 1969 | Do Your Own Thing                      | — | US189 (2 Wo.)US | — |             |
| 1970 | Brook Benton Today                     | — | US27 (23 Wo.)US | R&B4 (21 Wo.)R&B |             |
| 1970 | Home Style                             | — | US199 (2 Wo.)US | — |             |

grau schraffiert: keine Chartdaten aus diesem Jahr verfügbar